# 프를리스 FA
프를리스 FA(Perlis Football Association State Football Team)는 말레이시아 프를리스주 캉아르에 연고를 둔 축구팀 으로 프를리스 축구 협회(PFA)에서 운영했다. 1963년에 창단되었으며, 현재는 말레이시아 축구 리그에 참가하는 것이 FIFA에 의해 정지되었다. 정지되기 전에는 2019 말레이시아 프리미어 리그에서 뛰었었다. 2019년은 프를리스가 1963년 이후 말레이시아 리그 토너먼트에 참가하지 않은 첫 해였다.
말레이시아 축구 리그가 2021년까지 말레이시아 상위 2개 리그에서 경쟁하는 모든 팀을 프로 클럽으로 운영할 것을 요구하기 전에는 말레이시아 축구 구조의 14개 말레이시아 국가 팀 중 하나였다. 프를리수 FA는 프로 축구 클럽이 아니라 주로 주 정부 보조금에 의존하는 말레이시아 주립 축구 협회에서 자금을 지원하고 운영하는 팀으로 운영되었다. 2021년 이전에 구 말레이시아 축구 시스템에서 경쟁하는 다른 모든 말레이시아 주립 축구팀과 매우 유사하게 운영되었다. 말레이시아 축구 시스템이나 리그(2020년 이전)가 익숙하지 않은 사람들에게 이 팀은 프를리스 축구 협회에서 운영했기 때문에 단순히 프를리스 FA 로 알려져 있다. 반면에 말레이시아 축구에 익숙한 사람들에게 팀은 단순히 프를리스 또는 Perlis State Football Team으로 알려졌다.
2018년 Ahmad Amizal Shaifit Ahmad가 PFA 회장으로 선출된 후 팀을 민영화하려는 계획이 있었지만 이듬해(2019년) 협회가 재정 위기에 빠지면서 실현되지 않았다. 재정 위기로 인해 FIFA는 선수와 코치의 급여 체불을 해결하지 못한다는 이유로 팀을 정지시켰다. 이후 말레이시아 축구 리그 참가가 취소되었다. 당시 팀이 직면 한 금융 위기에 대한 이야기는 당시 말레이시아 언론에 널리 보도되었었다.